# Partido Alianza Social
El Partido Alianza Social fue un partido político mexicano que existió entre 1998 y 2003.
El PAS se definía a sí mismo como un partido humanista  y rechazaba encuadrarse en el espectro tradicional de derecha, centro o izquierda, sin embargo era considerado de derecha al ser su principal precursor y provenir casi todos sus miembros del antiguo Partido Demócrata Mexicano, partido de derecha de los años 80 que logró tener una importante presencia en zonas del bajío, este a su vez se había originado de la Unión Nacional Sinarquista.
El PAS nunca logró tener una presencia real en las elecciones mexicanas, en 2000 participó como parte de la Coalición Alianza por México que postuló a Cuauhtémoc Cárdenas Solórzano a la presidencia, lo que le permitió conservar el registro y obtener dos diputados federales. Sin embargo, en las Elecciones de 2003 no logró el 2% de la votación, con lo que perdió su registro y desapareció definitivamente.

## Presidentes del PAS
- 1999 - 2003: José Antonio Calderón Cardoso y Guillermo Calderón Domínguez

## Candidatos a la Presidencia de la República
- 2000: Cuauhtémoc Cárdenas Solórzano